# Семья по-быстрому
«Семья по-быстрому» (англ. Instant Family) — комедия 2018 года режиссёра Шона Андерса. В главных ролях Роуз Бирн и Марк Уолберг. Выход в прокат в России состоялся 31 января 2019 года.

## Сюжет
Супружеская пара Элли и Пит Вагнеры после насмешек со стороны родственников, уверенных что Вагнеры никогда не будут заводить детей, решают рассмотреть вариант усыновления. После прохождения курсов опекунов Вагнеры попадают на ярмарку, где могут пообщаться с детьми, которых можно усыновить. Несмотря на то, что Элли проявляет нерешительность по поводу усыновления подростка и хочет усыновить маленького ребёнка, после общения с Лиззи Вагнеры, находясь под впечатлением от её слов «никто не хочет усыновлять подростков», решают усыновить её. Социальные работники сообщают, что мать Лиззи наркоманка и находится в тюрьме, кроме того у Лиззи есть младшие брат и сестра Хуан и Лита, которых тоже придётся усыновить. Хотя это кажется сложным делом, Пит и Элли решаются на встречу с детьми, но приходят к выводу, что у них нет связи с ними. На семейном ужине в День Благодарения Пит и Элли сообщают семье, что передумали и не будут усыновлять. После того, как семья показывает облегчение, давая понять, что они не доверяют детям из детского дома, и что считают этих детей за людей второго сорта, Пит и Элли меняют своё решение.
Дети начинают жить с Вагнерами. Сразу начинаются трудности — Лита отказывается есть что-либо кроме картофельных чипсов и оказывается весьма капризной девочкой. Хуан — крайне чутко реагирует на все проблемы и постоянно попадает в мелкие неприятности. Лиззи же относится с недоверием к Вагнерам и старается заменить младшим мать. Вагнеры постоянно посещают встречи других опекунов и делятся своими проблемами. Мать Пита Сэнди приезжает в гости без приглашения и уговаривает всю семью поехать в парк развлечений. Там младшие дети идут на контакт с Бабушкой Сэнди, а Лиззи уходит гулять с подружками, пообещав вернуться в семь часов. В итоге Лиззи без предупреждения опаздывает и игнорирует все попытки с ней связаться, что вызывает раздражение Пита, испытывающего беспокойство.
Постепенно младшие дети начинают называть Вагнеров папой и мамой, но Лиззи продолжает держать дистанцию, но вскоре из-за ссоры с Элли Питу получается найти контакт и со старшей дочерью. Пит и Элли узнают, что мать детей вышла из тюрьмы несколько месяцев назад и хочет повидаться с ними. После этого дети начинают отдаляться от опекунов. Попытка найти помощь на встрече с другими опекунами приносит им ответ, что для системы важно сохранить семью и у биологической матери есть права на это. Пит и Элли пытаются найти помощь у Бренды Фернандес, чьё выступление на самой первой встрече жалющих стать опекунами произвело на них впечатление, но узнают, что она находится на реабилитации. После чего мисс Фернандес, рассказывает им историю Бренды и о том, как найти контакт с приёмным ребёнком. Вернувшись домой пара приходит в ужас от того, что Лиззи пытается отправить свои обнажённые фотографии парню по имени Джейкоб, что приводит к их ссоре с Лиззи. На следующей день проводив Лиззи в школу Элли видит мальчика и говорит, что это и есть Джейкоб. Пит решив поговорить с ним орёт и угрожает ему, но выясняется, что это Чарли. После этого они понимают, что Джейкоб это уборщик в школе. Найдя его в коридоре, Пит и Элли после словесной перепалки нападают на него, но сообщают подоспевшему директору, что Джейкоб педофил. Полиция забирает всех троих, а Лиззи унижена и оскорблена тем, что опекуны влезли в её жизнь. Когда Вагнеры возвращаются домой, Сэнди сообщает им, что детей отправили на ночь ко временным опекунам, а Пит и Элли должны дать понять Лиззи, что любят её, так как из их заявления судье нет такого впечатления.
Суд проходит неудачно для Вагнеров, потому что Лиззи накануне написало письмо судье про нападение в школе и упомянув все некрасивые случаи поведения Вагнеров ранее, вырвав всё из контекста. Карла, биологическая мать, получает права на своих детей. На следующий день печальные Вагнеры собирают вещи, младшие дети не хотят уезжать, но Лиззи их подбадривает. Когда приезжают социальные работники, которые должны были отвезти детей к родной матери, сообщают, что мать не пришла на назначенную встречу, а когда они нашли её, то она уже была под кайфом. Лиззи в шоке убегает, а Вагнеры догоняют её. После сложного разговора Лиззи понимает, что Пит и Элли всё-таки любят её и соглашается вернуться к ним.
Через четыре месяца проходит судебное заседание, на которое пришли как члены семьи, так и другие опекуны, где Вагнерам разрешают усыновить детей.

## В ролях
| Актёр            | Роль             |
| ---------------- | ---------------- |
| Изабела Монер    | Лиззи            |
| Марк Уолберг     | Пит              |
| Роуз Бирн        | Элли             |
| Чарли Макдермотт | Стюарт           |
| Марго Мартиндейл | бабушка Сэнди    |
| Октавия Спенсер  | Карен            |
| Ив Харлоу        | Бренда Фернандес |
| Джули Хагерти    |                  |
| Элайза Шлезингер |                  |
| Тиг Нотаро       |                  |

## Критика
Фильм получил смешанные отзывы кинокритиков. На сайте Rotten Tomatoes фильм имеет рейтинг 81 % на основе 135 рецензий со средним баллом 6,56 из 10. На сайте Metacritic фильм имеет оценку 57 из 100 на основе 28 рецензий критиков, что соответствует статусу «смешанные или средние отзывы». На сайте CinemaScore зрители дали фильму оценку А, по шкале от A+ до F.